# Sorbus ochracea
Sorbus ochracea là loài thực vật có hoa trong họ Hoa hồng. Loài này được (Hand.-Mazz.) J.E. Vidal miêu tả khoa học đầu tiên năm 1965.